# Jury (comics)
Le Jury est un groupe de super-vilains appartenant à l’univers de Marvel Comics. Il est apparu pour la première fois dans Venom : Lethal protector #2.

## Origines
Après que son fils Hugh, garde à la Voûte, eut été tué par Venom dans une tentative d'évasion, le général Orwell Taylor finança la création du Jury et de l'équipement utilisé.
Il rassembla les amis de Hugh, Curtis Elkins et Samuel Caulkin, son propre fils cadet, Maxwell Taylor, et deux gardes de la Voûte, qu'il équipa avec des armures  basées sur les schémas de celle du Garde conçue par Tony Stark.
Leur première mission visant à éliminer Venom échoua. Ils capturèrent ensuite Spider-Man, qu'ils jugèrent pour sa responsabilité dans la naissance du super-vilain rendu fou par son ancien costume symbiotique noir. Le procès avait en fait pour but de plonger Peter Parker dans les affres de la culpabilité, pour qu'il aide le Jury à tuer Venom.
Cependant Orwell Taylor dévia peu à peu de l'objectif premier du Jury et il négocia avec la Life Foundation, dont il détenait des parts, pour faire du Jury un groupe de garde du corps. Il commença à souffrir de paranoïa et laissa ses hommes entre les mains de Carlton Drake. Orwell fut plus tard arrêté par le FBI.

### Un nouveau départ
C'est Maxwell Taylor qui reprit le flambeau et dirigea l'équipe, se donnant le rôle d'avocat de la défense lors du procès de criminels. Il nomma un homme mystérieux, Gravel, en tant que juge. Une avocate, Olivia Lentz, fut recruté pour servir de procureur. Et Jennifer Stewart, la femme d'un Garde tué à la Voûte, intégra aussi l'équipe.
Avec leur vaisseau, le Justifier, l'équipe quitta la côte Est pour sa nouvelle base secrète, sous la couverture d’Equity Inc., en Californie.
Lors d'une de leurs missions, il extradèrent Luis Alvarez (La Tarentule) pour le juger. En essayant de fuir, Gravel informa que le criminel avait tué le mari de Wysper et cette dernière brisa le cou du bandit.
Le Jury pourchassa ensuite Scott Washington (Hybrid), un ancien garde de la Voûte porteur d'un amalgame de 4 des 5 graines symbiotiques issues de Venom. Hybrid fut sauvé par les New Warriors.
Une crise financière toucha Equity Inc. et le Jury se retrouva sans argent. Pour subsister, ils durent travailler comme mercenaires pour le compte d’Edwin Cord, un rival de Tony Stark, qui leur assigna U.S. Agent comme leader. Ils pourchassèrent les Thunderbolts dont l'identité criminelle venait d'être révélée mais le Jury fut battu par Œil-de-Faucon. Quelques semaines plus tard, quand les Thunderbolts affrontèrent Graviton, Cord leur refusa d'intervenir. U.S. Agent alla à l'encontre de cet ordre quelque temps plus tard, aidant les Thunderbolts contre l'Empire Secret.
Récemment, le Jury attaqua les nouveaux Thunderbolts et fut battu facilement par Songbird.

## Composition de l'équipe
- Screech (Maxwell Taylor)
- Sentry (Curtis Elkins)
- Ramshot (Samuel Caulkin)
- Bomblast
- Firearm
- Wysper (Jennifer Stewart)

Tous sont équipés d'armures volantes armées selon les agents de lance-flammes, de laser, ou d'émetteurs soniques.
- Gravel, le juge
- Olivia Lentz, le procureur